# 양동출장소
양동출장소(陽東出張所)는 옛 경기도 김포군 양동면이 1963년에 서울특별시에 편입되어 설치된 출장소이다. 현재의 서울특별시 강서구 일부 지역 및 양천구 일원을 관할하였다.

## 연혁
- 1962년 12월 12일 경기도 김포군 양동면의 전역이 서울특별시 영등포구로 편입되었다.[1]
- 1963년 1월 1일 이 지역을 양동출장소를 설치하였다.[2]
  - 양천동(가양동·마곡동)
  - 염촌동(염창동·목동·등촌동)
  - 신곡동(신정동·신월동·화곡동)
- 1967년 영등포구 직할로 편입하였다.

## 같이 보기
- 강서구 (서울특별시)
- 양천구
- 양동면 (김포군)
- 양서출장소